# Jalisco
Jalisco, ou antigamente Xalisco, é um dos 31 estados do México. Limita-se com os estados mexicanos de Nayarit, Zacatecas, Aguascalientes, San Luis Potosí, Guanajuato, Colima e Michoacán. Sua área é de 78588 km², e sua população era de 7 844 830 habitantes em 2015. A capital do estado é a cidade de Guadalajara. Está divido em 125 municípios. Foi fundado em 16 de junho de 1823.